# Лембрух
Лембрух (њем. Lembruch) општина је у њемачкој савезној држави Доња Саксонија. Једно је од 47 општинских средишта округа Дипхолц. Према процјени из 2010. у општини је живјело 1.060 становника. Посједује регионалну шифру (AGS) 3251022.

## Географски и демографски подаци
Лембрух се налази у савезној држави Доња Саксонија у округу Дипхолц. Општина се налази на надморској висини од 36 метара. Површина општине износи 22,7 km². У самом мјесту је, према процјени из 2010. године, живјело 1.060 становника. Просјечна густина становништва износи 47 становника/km².